# Weberstraße 5 (Quedlinburg)

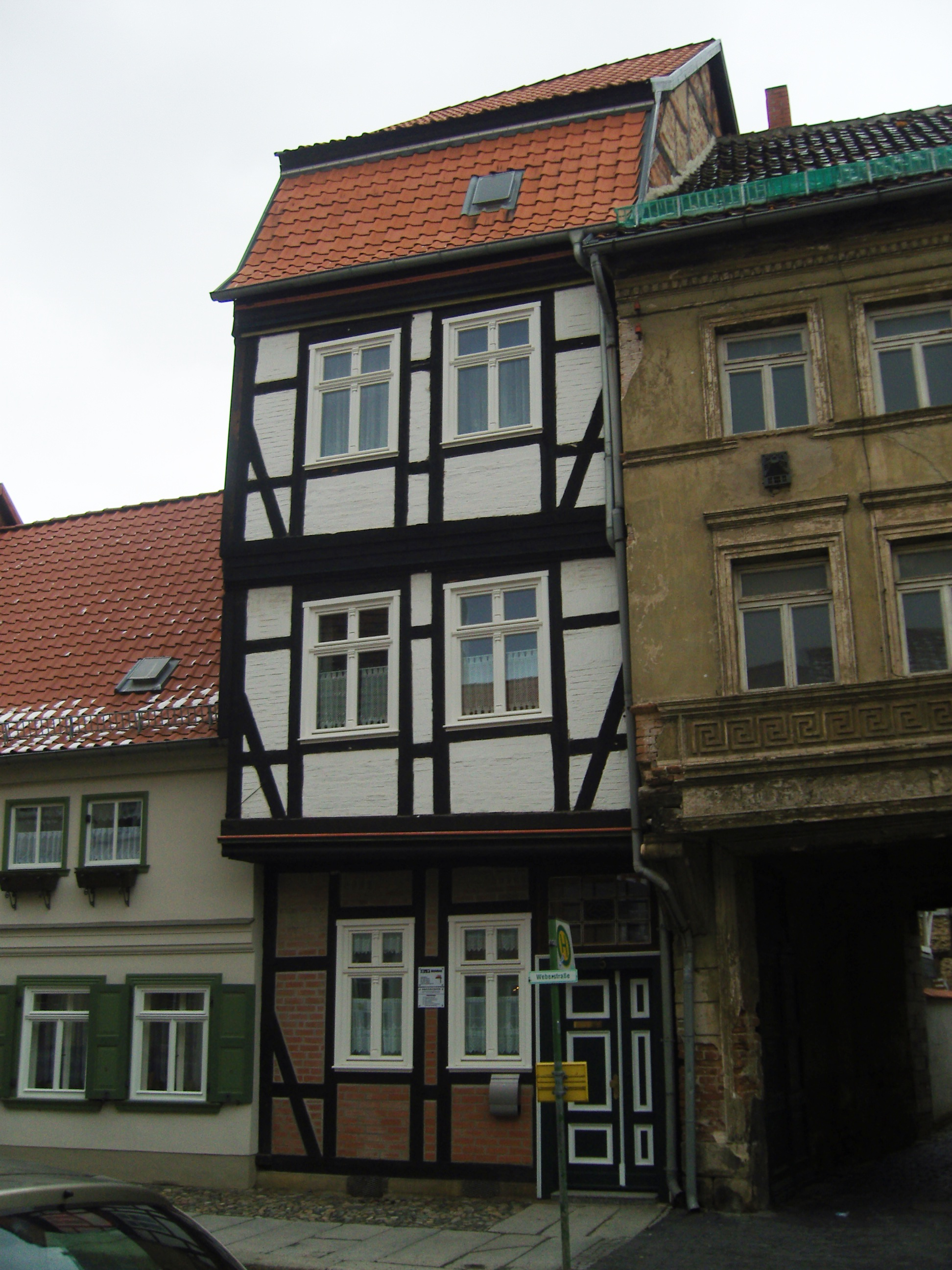
Haus Weberstraße 5

Das Haus Weberstraße 5 ist ein denkmalgeschütztes Gebäude in der Stadt Quedlinburg in Sachsen-Anhalt.

## Lage
Es befindet sich im nördlichen Teil der historischen Quedlinburger Neustadt und gehört zum UNESCO-Weltkulturerbe. Im Quedlinburger Denkmalverzeichnis ist es als Wohnhaus eingetragen. Südlich grenzt das gleichfalls denkmalgeschützte Haus Weberstraße 4 an.

## Architektur und Geschichte
Das dreigeschossige, schmale Fachwerkhaus entstand in der Zeit um 1800 und erhebt sich sehr deutlich insbesondere über die südlich anschließende Bebauung. Bedeckt ist das Haus von einem Mansarddach. Das Fachwerk verfügt über einen Ständerrhythmus und Eckstreben.